# Księga hodowlana
Księga hodowlana – zgodnie z ustawą o organizacji hodowli i rozrodzie zwierząt gospodarskich (Dz.U. z 2021 r. poz. 36) księga hodowlana w rozumieniu art. 2 pkt 12 rozporządzenia 2016/1012, a w odniesieniu do gatunków zaliczanych do jeleniowatych, drobiu i zwierząt futerkowych oraz gatunków: alpaka (Vicugna pacos), jedwabnik morwowy (Bombyx mori) i pszczoła miodna (Apis mellifera) – zbiór informacji o zwierzętach gospodarskich prowadzony w formie książki, kartoteki lub na informatycznym nośniku danych.